# Red Secret Room
Red Secret Room (赤い密室(へや) 禁断の王様ゲーム?, Akai misshitsu (heya): Kindan no ōsama geemu) è un film del 1999, diretto da Daisuke Yamanouchi, realizzato per il V-Cinema. È conosciuto anche con il titolo Red Room. Ha generato un sequel intitolato Red Secret Room 2, diretto sempre da Daisuke Yamanouchi nel 2000.

## Trama
Tre donne e un uomo partecipano a Il gioco del Re proibito, un reality show con in palio 10 milioni di yen. I concorrenti sono:
- Hiromi, una liceale diciassettenne;
- Isawa Togashi, un uomo di 34 anni pieno di debiti e sottomesso alla moglie;
- Masako Togashi, 31 anni, moglie di Isawa e abituata a trattarlo male;
- Kanako Yoshino, 27 anni, pronta ad essere umiliata per soldi.

Il gioco consiste nell'essere chiusi in una stanza contenente un tavolo, quattro sedie, una gabbia e una scatola che contiene un asciugacapelli, un giravite, una lampadina, una serie di cavi e un nastro adesivo. Ai concorrenti vengono date quattro carte, contenenti tre numeri e una corona. Chi trova la corona sceglie due concorrenti e li rinchiude nella gabbia, ordinando di fare ciò che vuole, mentre il terzo concorrente svolge il ruolo di spettatore passivo.
Al primo giro Isawa trova la corona e obbliga Hiromi e Kanako a baciarsi a lungo. Il secondo giro vede come carnefice Kanako, che obbliga Isawa a legare su una sedia girevole Hiromi e a farla girare finché la ragazza non vomita. Al terzo giro Masako obbliga Kanako a bere l'urina di Hiromi, che mostra a tutti di essere in realtà un ragazzo, e completa la prova. Tocca quindi a Hiromi, che obbliga Masako ad inserire l'asciugacapelli acceso dentro la bocca di Isawa, che durante la successiva prova è obbligato da Kanako a picchiare la moglie. Inizialmente l'uomo dà dei piccoli schiaffi alla donna, ma istigato da questa inizia a colpirla con dei pugni, quindi perde il controllo e la violenta, facendola svenire.
Rimasti in tre, Hiromi pesca la carte con la corona e obbliga Isawa a far eccitare Kanako. Non riuscendoci con le proprie mani, Isawa usa prima il manico del cacciavite e quindi la lampadina, inserendo gli oggetti nella vagina della ragazza. La lampadina viene però inserita con troppa foga e si rompe dentro la vagina, facendo svenire Kanako, che si riprende subito ed è ancora in gioco, anche se sanguinante.
Hiromi pesca ancora una volta la carta vincente e obbliga Isawa e Kanako ad avere un rapporto sessuale. Kanako pratica una fellatio all'uomo e lo evira. Rimaste solo loro due, Hiromi confessa a Kanako che sta partecipando al gioco per potersi permettere l'operazione che la farà diventare una donna a tutti gli effetti. Kanako pesca la carta con la corona e chiede a Hiromi di avere un rapporto sessuale con lei.
Improvvisamente Masako rinviene e pianta il cacciavite nelle spalle di Kanako, quindi viene uccisa da Hiromi, che soccorre Kanako. La ragazza le chiede quale sarà il suo nome da donna reale, e Hiromi le dice che si chiamerà Miyuki, che significa "neve profonda". Kanako muore e Hiromi ha un rapporto sessuale con il suo cadavere.
Nella stanza entra un uomo che parla con l'aiuto di un microfono posizionato sulle corde vocali. L'uomo consegna a Hiromi una valigetta contenente 10 milioni di yen e la proclama ufficialmente vincitrice del reality, quindi la invita alla prossima edizione.